# Pozuel de Ariza
Pozuel de Ariza – gmina w Hiszpanii, w prowincji Saragossa, w Aragonii, o powierzchni 22,63 km². W 2011 roku gmina liczyła 22 mieszkańców.